# Provincia di Moyen-Chari
La provincia di Moyen-Chari è una delle province del Ciad. Il capoluogo è Sarh.

## Suddivisioni amministrative
La provincia è divisa nei seguenti dipartimenti:
| Dipartimento | Capoluogo | Comuni                                                                           |
| ------------ | --------- | -------------------------------------------------------------------------------- |
| Barh Köh     | Sarh      | Balimba, Korbol, Koumogo, Moussa Foyo, Sarh                                      |
| Grande Sido  | Maro      | Danamadji, Djéké Djéké, Maro, Sido                                               |
| Lac Iro      | Kyabé     | Alako, Baltoubaye, Bohobé, Boum Kebbir, Dindjebo, Kyabé, Ngondeye, Roro, Singako |
| Korbol       | Korbol    | Korbol, Wamsaou, Karma, Gnilim, Toulala, Romtoye                                 |